# Джамілабад (Марказі)
Джамілабад (перс. جميل اباد) — село в Ірані, у дегестані Баят, у бахші Новбаран, шагрестані Саве остану Марказі. За даними перепису 2006 року, його населення становило 0 осіб.

## Клімат
Середня річна температура становить 12,45 °C, середня максимальна – 32,10 °C, а середня мінімальна – -11,13 °C. Середня річна кількість опадів – 279 мм.
| Клімат поселення                              | Клімат поселення | Клімат поселення | Клімат поселення | Клімат поселення | Клімат поселення | Клімат поселення | Клімат поселення | Клімат поселення | Клімат поселення | Клімат поселення | Клімат поселення | Клімат поселення | Клімат поселення |
| Показник                                      | Січ.             | Лют.             | Бер.             | Квіт.            | Трав.            | Черв.            | Лип.             | Серп.            | Вер.             | Жовт.            | Лист.            | Груд.            |                  |
| Середній максимум, °C                         | 7,60             | 9,72             | 15,02            | 21,15            | 25,63            | 31,65            | 32,10            | 30,95            | 26,59            | 21,14            | 13,76            | 8,17             |                  |
| Середня температура, °C                       | −1,77            | 0,36             | 5,66             | 11,79            | 16,27            | 22,27            | 25,77            | 24,62            | 20,27            | 14,83            | 7,44             | 1,86             |                  |
| Середній мінімум, °C                          | −11,13           | −9,01            | −3,7             | 2,43             | 6,90             | 12,91            | 19,46            | 18,31            | 13,96            | 8,51             | 1,11             | −4,46            |                  |
| Норма опадів, мм                              | 40               | 36               | 48               | 39               | 32               | 5                | 1                | 1                | 0                | 12               | 25               | 40               |                  |
| Середньомісячна швидкість вітру, м/с          | 1.88             | 2.36             | 3.18             | 3.12             | 2.72             | 2.63             | 2.70             | 2.60             | 2.30             | 2.24             | 1.73             | 2.07             |                  |
| Середньомісячна сонячна радіація, кДж/м²·день | 8352             | 11545            | 14190            | 17870            | 22010            | 26554            | 25874            | 23656            | 20240            | 14656            | 10480            | 8380             |                  |
| --------------------------------------------- | ---------------- | ---------------- | ---------------- | ---------------- | ---------------- | ---------------- | ---------------- | ---------------- | ---------------- | ---------------- | ---------------- | ---------------- | ---------------- |
| Джерело:                                      |                  |                  |                  |                  |                  |                  |                  |                  |                  |                  |                  |                  |                  |